# Amateurliga Berlin 1955/56
In 1955/56 werd het zesde voetbalkampioenschap gespeeld van de Amateurliga Berlin. Het was de hoogste amateurklasse voor clubs uit West-Berlijn. De competitie was het tweede niveau en de kampioen en vicekampioen promoveerden naar de Berliner Stadtliga, een van de vijf hoogste divisies.
BFC Südring nam namens Berlijn deel aan het Duits amateurvoetbalkampioenschap.

## Eindstand
| Plaatsa | Club                       | Wed. | Saldo | Ptn.  |
| ------- | -------------------------- | ---- | ----- | ----- |
| 1.      | BFC Südring                | 28   | 67:30 | 39:17 |
| 2.      | SC Rapide Wedding 1893     | 28   | 58:47 | 35:21 |
| 3.      | BSC Kickers 1900           | 28   | 73:52 | 34:22 |
| 4.      | VfB Hermsdorf              | 28   | 53:48 | 32:24 |
| 5.      | SC Alemannia 06 Haselhorst | 28   | 69:60 | 31:25 |
| 6.      | FC Lichterfelde 12         | 28   | 58:51 | 28:28 |
| 7.      | BSC Rehberge               | 28   | 52:48 | 28:28 |
| 8.      | SSC Südwest 1947           | 28   | 51:50 | 28:28 |
| 9.      | BFC Meteor 06              | 28   | 47:53 | 27:29 |
| 10.     | BBC Südost                 | 28   | 66:75 | 27:29 |
| 11.     | 1. FC Neukölln             | 28   | 48:56 | 26:30 |
| 12.     | Neuköllner SC Südstern     | 28   | 46:61 | 26:30 |
| 13.     | BFC Nordstern              | 28   | 55:60 | 25:31 |
| 14.     | SC Westend 1901            | 28   | 43:69 | 20:36 |
| 15.     | VfL Schöneberg             | 28   | 50:76 | 14:42 |

|  | Promotie   |
|  | Degradatie |